# Zora Tomič
Zora Tomič, slovenska sociologinja, političarka in socialna aktivistka * 16. avgust 1929, Slovenska Bistrica, † junij 2021

## Biografija
Rodila se je 16. avgusta 1929 v Slovenski Bistrici. V Mariboru je obiskovala učiteljišče ter nato učila v Slovenski Bistrici, Hraščah in Postojni. Kasneje je v Ljubljani študirala na Filozofski fakulteti in kot prva študentka pridobila diplomo iz sociologije. Od 1967 je bila članica izvršnega sveta Skupščine SRS, kot sekretarka Republiškega sekretariata za zdravstveno in socialno varstvo. Kasneje je bila svetnica za področje migrantov na Jugoslovanski ambasadi na Dunaju. Nato je delovala v Beogradu, kjer je bila članica Zveznega izvršnega sveta – predstojnica Zveznega komiteja za zdravstveno in socialno varstvo. V SZDL je bila predstojnica Komisije za delo, zdravstvo in socialo, a je morala znova v Beograd kot poslanka v Zveznem zboru in predsednica Odbora za zdravstveno in socialno politiko, kjer jo je odlikovalo sodelovanje z mednarodnimi človekoljubnimi združenji in organizacijami.  
Svoje angažiranje v nevladnih organizacijah pričela v Zvezi prijateljev mladine Slovenije. Med letoma 1987 in 2001 je vodila najprej Društvo za cerebralno paralizo Ljubljana, nato pa Zvezo društev za cerebralno paralizo Slovenije. Leta 1993 je bila izvoljena za prvo predsednico Socialne zbornice Slovenije. To funkcijo je opravljala do leta 2002. Med leti 2003 in 2009 je bila predsednica Društva UNICEF Slovenija.

## Odlikovanja in nagrade
Leta 1998 je prejela častni znak svobode Republike Slovenije z naslednjo utemeljitvijo: »za dolgoletne zasluge na področju socialnega in invalidskega varstva ter za prispevek v dobro invalidom Slovenije, posebej tistim s cerebralno paralizo«.
Bila je častna članica Sončka - Zveze društev za cerebralno paralizo Slovenije, Zveze društev slepih in slabovidnih Slovenije in Socialne zbornice Slovenije.